# Porcellanola lanna
Porcellanola lanna is een vlinder uit de familie visstaartjes (Nolidae). De wetenschappelijke naam van de soort is voor het eerst geldig gepubliceerd in 2006 door Gyula M. László, Gábor Ronkay & Thomas Joseph Witt.

## Type
- holotype: "male. 7.II.2000. leg. Hreblay and Szabó. genitalia slide no. LGN 881 = W 8302"
- instituut: MWM, München, Duitsland
- typelocatie: "Thailand, Changwat Chiang Mai, Mt. Doi Phahompok, 18 km NW of Fang, 2100 m"